# Joshua Harto
Joshua Denver Harto (Huntington (West Virginia), 9 januari 1979) is een Amerikaans acteur, filmproducent en scenarioschrijver.

## Biografie
Harto heeft gestudeerd aan de Dreyfoos School of the Arts in West Palm Beach.
Harto begon in 1996 met acteren in de televisieserie The Mystery Files of Shelby Woo. Hierna heeft hij nog meerdere rollen gespeeld in televisieseries en films zoals The Believer (2001), That's So Raven (2003), Iron Man (2008), The Dark Knight (2008) en Unthinkable (2010).
Harto is in 2008 getrouwd.

## Filmografie

### Films
Uitgezonderd korte films.
- 2024 Space Cadet - als kapitein Elvis Popowski
- 2020 Ma Rainey's Black Bottom - als politieagent
- 2019 Gutterbee - als Hank
- 2017 The Last Word - als man 1 van Focus groep
- 2016 Gold - als Lloyd Stanton
- 2015 Bridge of Spies - als Bates
- 2013 Iron Man 3 - als CAOC analist
- 2013 The Lifeguard – als John
- 2010 Unthinkable – als agent Phillips
- 2008 The Dark Knight – als Coleman Reese
- 2008 Iron Man – als CAOC analist
- 2007 The Kidnapping – als Logan
- 2005 McBride: The Doctor Is Out… Really Out – als aanwezige in mortuarium
- 2004 Peoples – als Patrick Wilshire
- 2001 Campfire Stories – als Teddy
- 2001 Ordinary Sinner – als Scott
- 2001 The Believer – als Kyle
- 2000 Swimming – als Lance

### Televisieseries
Uitgezonderd eenmalige gastrollen.
- 2005 Invasion – als Greg Olgalvy – 3 afl.
- 2003 The Guardian – als Scott Davenport – 2 afl.
- 2003 That's So Raven – als Ben Sturky – 3 afl.
- 2001 Oz – als Carl Jenkins – 2 afl.
- 1996 – 1997 The Mystery Files of Shelby Woo – als Will – 6 afl.

### Filmproducent
- 2017 One Percent More Humid - film
- 2013 The Lifeguard - film
- 2010 - 2011 Memphis Beat - televisieserie - 19 afl.

### Scenarioschrijver
- 2010 - 2011 Memphis Beat - televisieserie - 20 afl.

- Virtual International Authority File: 9506151778243818130009